# エーアイ出版
エーアイ出版株式会社は1986年から2005年9月まで東京都目黒区に存在したコンピュータ関連出版物の企画制作及び販売、製品マニュアル・通信教育用教材等の受託制作を行っていた出版社。

## 歴史
1992年からエヌジェーケーが資本参加し、2005年10月1日に関連会社のエヌジェーケーテクノ・システムに吸収合併された。

## 出版された雑誌
- 98Magazine
- 月刊パソコン通信
- パソコン通信GaZaPee
- インターネットサーファー
- WWWイエローページ

## 出版された書籍・ムック
- エーアイSpecial
- エーアイムックシリーズ
- オンラインソフト活用ガイドシリーズ
- ビジネスソフトブックシリーズ
- ビジネスソフト入門シリーズ
- ビジネスソフト教育出版シリーズ
- ビジネス叢書
- デザインブックシリーズ
- デジタル・メイキングシリーズ
- 秘伝シリーズ
- やさしいWindowsプログラミング
- Windows Library
- SUPER DISK
- ほいほい引けて、ほいほいわかる
- Macintosh Standard Book

## 著者等
- 大村あつし